# Eye of the Hurricane
Eye of the Hurricane es el quinto álbum de estudio de la banda de heavy metal estadounidense Impellitteri.

## Lista de canciones
1. Eye of the Hurricane - 4:31
2. Shed Your Blood - 3:23
3. Fuel For The Fire - 4:25
4. Race Into the Light - 2:02
5. Bleed in Silence - 4:11
6. Master of Disguise - 4:38
7. On And On - 3:24
8. Everything Is You - 4:57
9. Kingdom Fighter - 4:08
10. Halloween - 2:36
11. Paradise - 6:02

### Pistas adicionales enReino Unido
1. «Warrior» - 4:01
2. «Fly Away» - 4:03
3. «Glory» - 1:49
4. «Hold The Line» - 4:00
5. «Victim Of The System» - 3:26

## Personal
- Rob Rock - voz
- Chris Impellitteri - guitarras
- James Amelio Pulli - bajo
- Edward Harris Roth - teclado
- Ken Mary - batería

- Datos: Q5422695